# Meseta Norte
La meseta norte o submeseta norte es la denominación que recibe la parte septentrional de la meseta central española, situada al norte del sistema central. Se corresponde con buena parte de la cuenca del Duero y de la comunidad autónoma de Castilla y León. Se caracteriza por un clima mediterráneo con rasgos de continentalidad: inviernos fríos y veranos calurosos.

## Definición y límites
Esta unidad de relieve puede definirse como una extensa cuenca sedimentaria rodeada de robustos márgenes montañosos. 
La depresión se encuentra cerrada al norte, por la cordillera Cantábrica, con desniveles que alcanzan, a veces, los 500 m. El macizo asturiano, los pliegues cantábricos, las plataformas calcáreas, las loras burgalesas forman una barrera, con desniveles de hasta 500 m, que se prolonga hasta el portillo del puerto de la Brújula, que comunica los depósitos de la cuenca con los de La Bureba, el sector más occidental de la depresión del Ebro.
Por el este son las parameras de la cordillera Ibérica, con desniveles de 100-200 m, las que cierran la cuenca, enlazando, tras las pequeñas áreas sedimentarias del Burgo de Osma y Almazán con las sierras del sistema Central. Por el sur, el contacto con los bloques del sistema Central se realiza mediante una amplia franja de tierras de somontano, de varios kilómetros de anchura, suavemente inclinadas hacia el centro de la cuenca, una superficie de erosión labrada en los materiales cristalinos, semejantes a los de las sierras lejanas que se levantan sobre la llanura más de 500 m, superficie que se hunde suavemente bajo los materiales sedimentarios de la depresión.
Por el oeste el desnivel no aparece tan acentuado, si exceptuamos las montañas galaico-leonesas y Sanabria. El roquedo antiguo, formado por cordales de cuarcitas, se hunde progresivamente en los sedimentos de la cuenca sedimentaria en un borde festoneado que se extiende entre Astorga y la sierra de la Culebra, aunque a lo lejos destacan los bloques del Teleno y la sierra Segundera. Solamente en el suroeste, en las provincias de Zamora y Salamanca, desaparece la clara impresión de cuenca hundida que se manifiesta en cualquiera de los otros bordes.
Hasta fechas recientes la agricultura de secano ha sido el principal recurso económico de esta región. Sin embargo, desde que en 1986 España ingresase en la entonces Comunidad Económica Europea (actual Unión Europea), la agricultura ha tenido que dejar su sitio a otras actividades y la población activa del sector primario se ha reducido enormemente.

## Litología

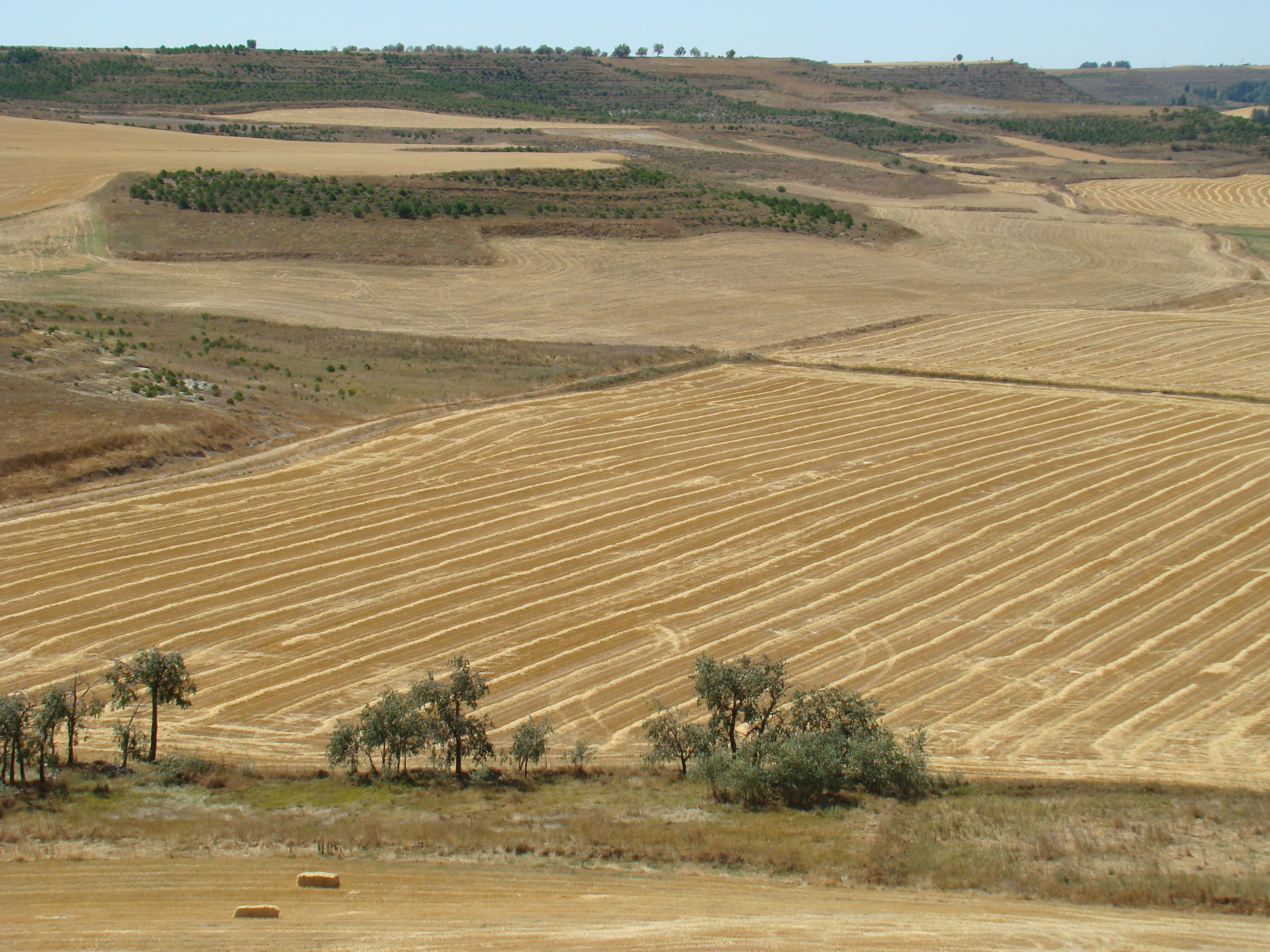
Paisaje típico de la meseta Norte (provincia de Valladolid), con campos de cereal segado y zonas verdes

En la depresión se pueden distinguir claramente dos tipos de roquedo que van a condicionar no solo los aspectos morfoestructurales sino también la aptitud de los suelos en el aprovechamiento agrario: los materiales del viejo zócalo del Primario que afloran, sobre todo, en el oeste de la cuenca, así como en los bordes del macizo Asturiano y en el sistema Central, y los materiales sedimentarios (arcillas, yesos, margas, calizas de los páramos, arenas, conglomerados, gravas), depositados en el Terciario y Cuaternario en el centro de la región.
Los materiales del zócalo Paleozoico (roquedo de la base de las montañas formadas en la era primaria y arrasadas por los procesos de erosión al final de la misma) están constituidos por cuarcitas, y pizarras, granitos y gneis. En el sector occidental, el de las penillanuras, las cuarcitas y pizarras predominan al norte del Duero, excepto en Sanabria, las rocas granitoides en el centro, y de nuevo las cuarcitas y pizarras al sur de Salamanca, con una disposición de noroeste-sureste. En los entornos de Ciudad Rodrigo y Salamanca aparecen, recubriendo la penillanura, materiales de la base del Terciario constituidos por areniscas. 
Los dos tipos de materiales señalados condicionan las formas del relieve más características de la cuenca.

## Geomorfología

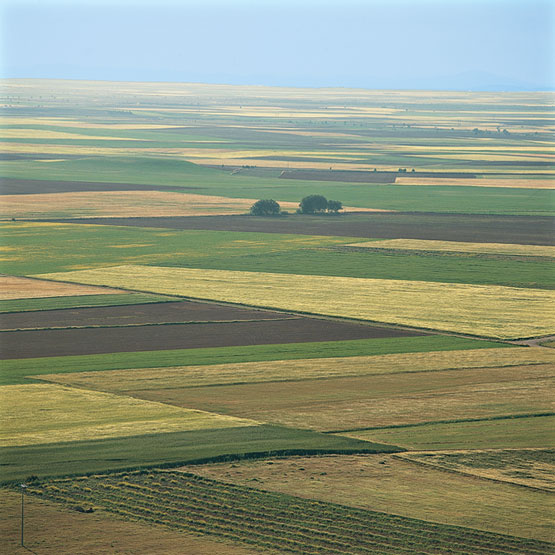
Campos cultivados (campos abiertos) en Tierra de Campos

De oeste a este podemos distinguir tres partes: la penillanura zamorano-salmantina, la zona central de los páramos y campiñas y el este ya más accidentado en la zona de contacto con el sistema Ibérico.
En la zona central la morfología de la zona está íntimamente relacionada con la horizontalidad o subhorizontalidad general de sus materiales (básicamente miocenos), y con el diferente grado de competencia entre ellos, lo que da como resultado un modelado diferente del relieve.
El relieve actual es un proceso que quizás se inicia en el Plioceno, alternando fases de erosión, alteración química y jerarquización de la red fluvial actual.
En las áreas protegidas por calizas, la red fluvial ha trabajado con dificultad, formándose valles de fondo aplanado. Una vez cortada la protección de las calizas, los ríos fueron excavando los valles mediante ampliación lateral, comiendo los materiales blandos infrayacentes, de modo que las caliza cedía por gravedad. En resumen, pueden diferenciarse los tres dominios morfológicos clásicos del Mioceno Castellano y Leonés: Páramos, Cuestas y Campiñas.

## Páramos

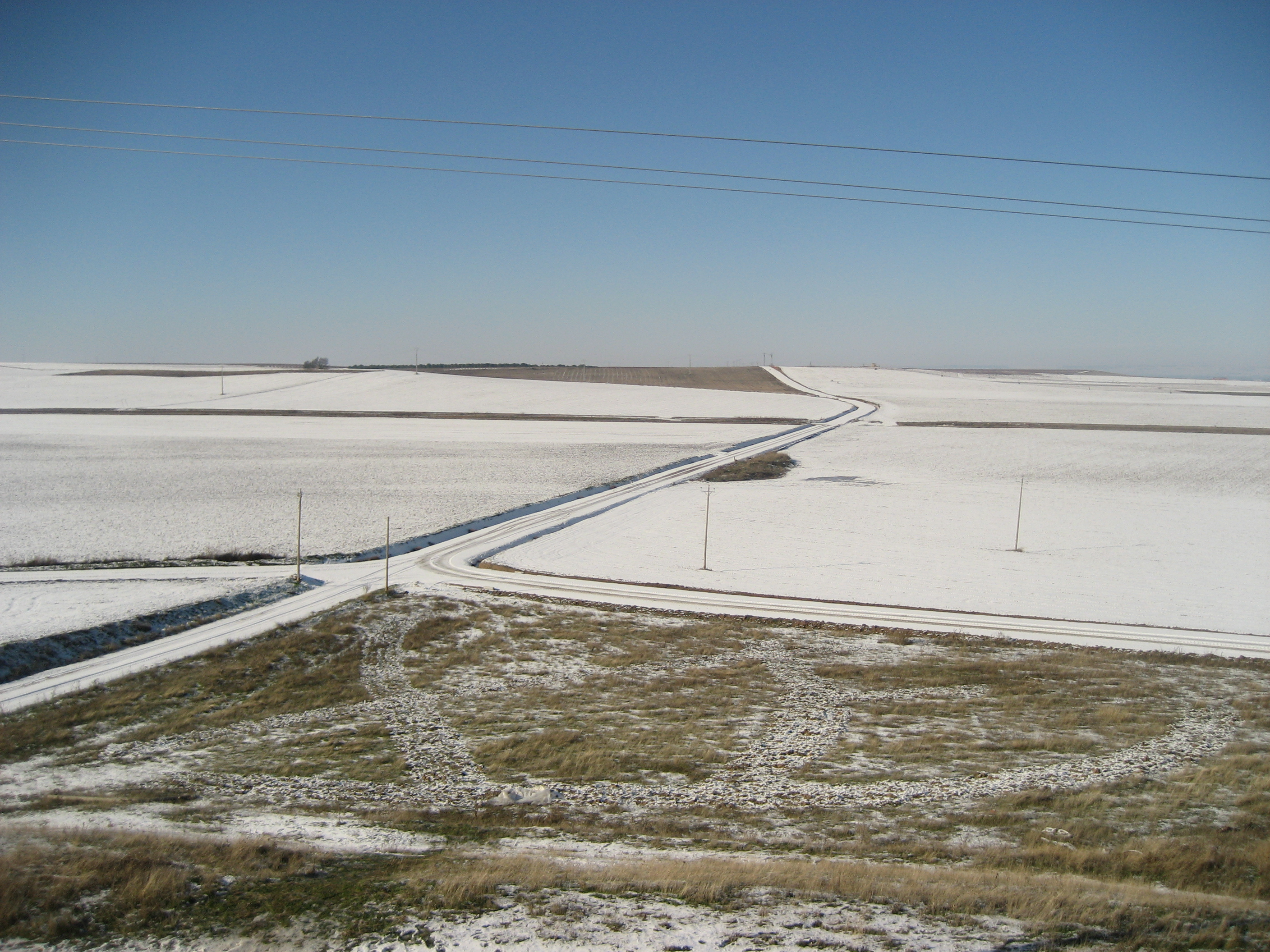
Campos nevados en invierno. En la meseta hay un clima mediterráneo continentalizado

Esta unidad comprende plataformas tabulares rígidas, bien desarrolladas en esta parte central de la Cuenca del Duero, que se sitúan, en las cotas más altas, en torno a los 900 m. Estos páramos están formados por materiales carbonatados más resistentes a la erosión que las series infrayacentes, lo que trae consigo la aparición de algún escarpe que limita la vertiente desarrollada a su pie y que constituye la "cuesta".

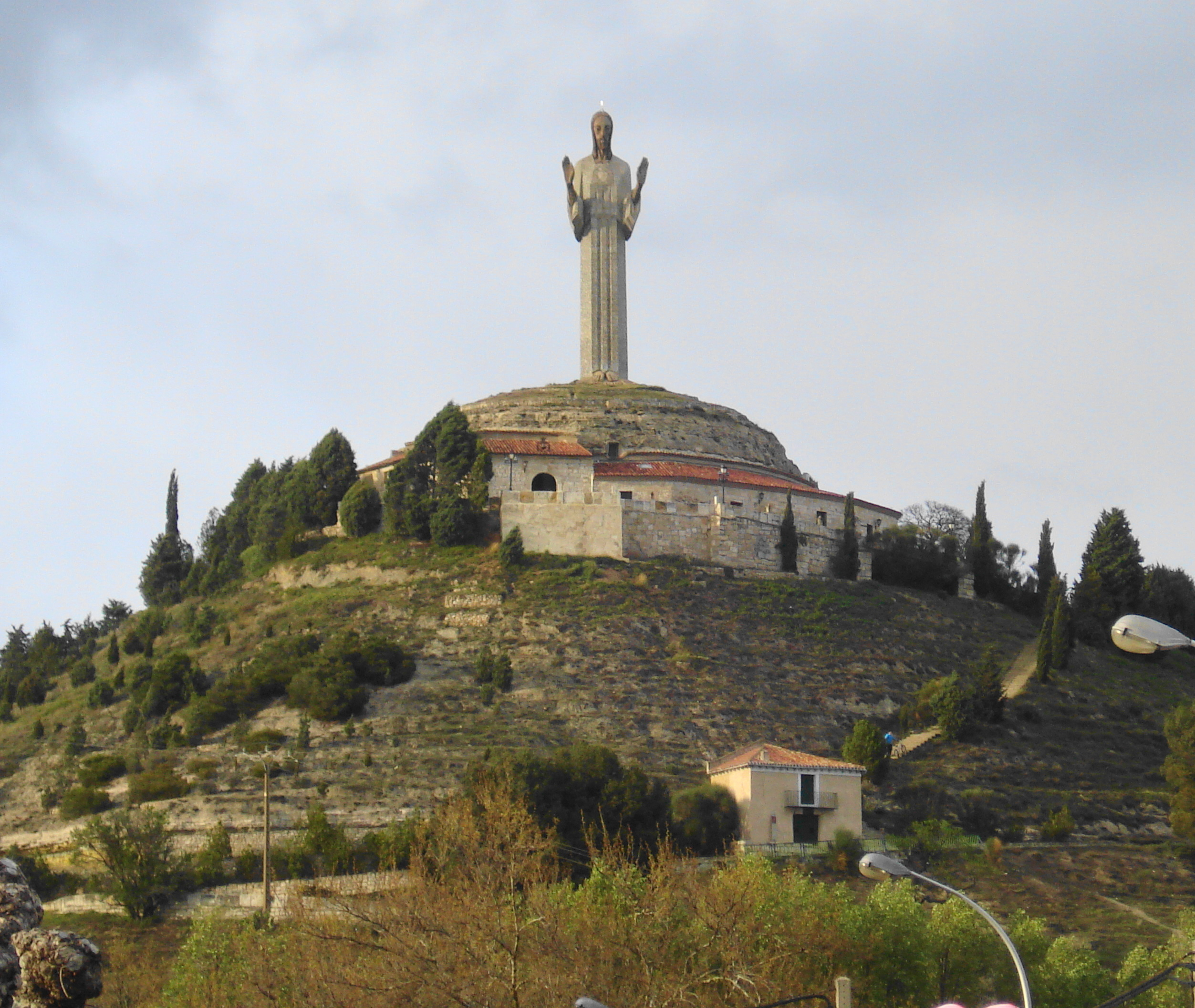
Cerro testigo en Palencia, coronado por la escultura del Cristo del Otero. Los cerros testigo son muy comunes debido a la erosión

Páramos del Cerrato en Castroverde de Cerrato

Los ríos han sido los principales modeladores, ya que han cortado profundamente estas superficies originando los valles. Como consecuencia de los procesos erosivos actuando sobre esta serie de estratos horizontales, y, en definitiva, como consecuencia de la degradación de los páramos, procedente de la desigualdad de la disección, aparecen los cerros testigos (también llamados oteros, motas o alcores) de perfil cónico o troncocónico. Aunque estos cerros circulares normalmente están coronados por la caliza del páramo, que protege a las margas infrayacentes, a veces el estrato calcáreo ha sido prácticamente desmantelado, de suerte que sólo quedan algunos restos de roca caliza y guijarros en su nivel superior. Los procesos de disolución de caliza ocasionan la generación de residuos insolubles. Se forman, así, los depósitos de arcillas de descalcificación (que engloban bloques y cantos angulosos de caliza), la "terra rossa", que constituyen un recubrimiento generalizado sobre la formación calcárea.
En el sector oriental la estratigrafía está formada por potentes espesores de arcilla con bancos no muy espesos de conglomerados y calizas. En esta estructura la erosión se ha encajado profundamente, dejando en resalto plataformas calcáreas o de conglomerados a distinta altitud; es un relieve de cerros aislados, plataformas estructurales, muelas de superficies planas; en conjunto, un relieve más variado que el de los páramos. El enlace de los relieves de borde cuenca con los páramos se realiza por un sector deprimido de llanuras de erosión suavemente onduladas, formadas en arcillas, que han sido desmanteladas con más facilidad.

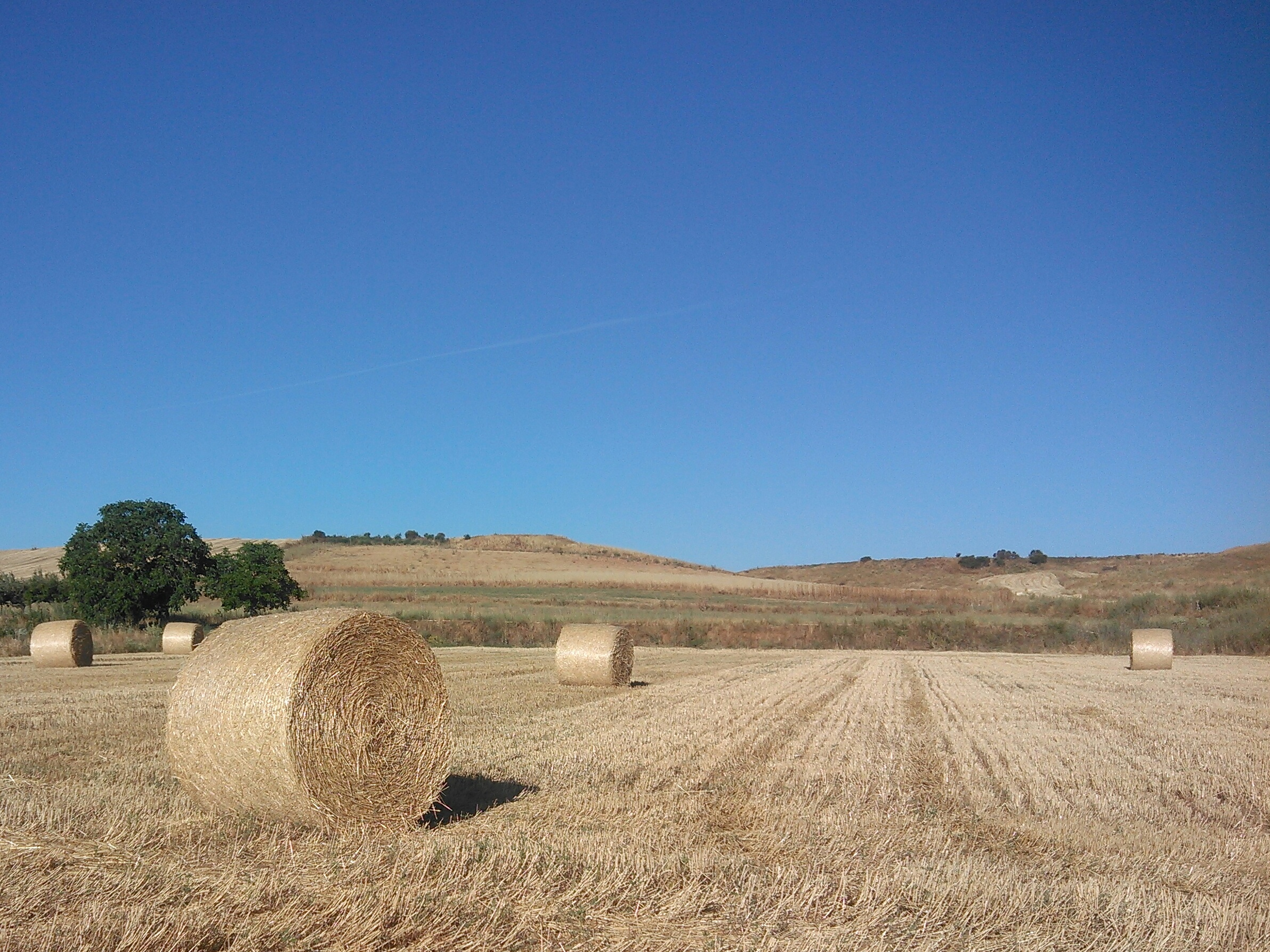
Paisaje acolinado

En el sector septentrional las arcillas miocenas han sido recubiertas por unos mantos de derrubios procedentes de las montañas cantábricas. El manto de cantos, gravas, y arenas, con un espesor de unos cuatro metros, ha protegido, igualmente los materiales débiles infrayacentes. Los ríos que descienden de la cordillera Cantábrica y de los Montes Galaico Leoneses se han encajado profundamente en los depósitos, formando amplios valles, entre los que destacan los interfluvios con la cobertura de raña. A estos relieves planos y elevados (900-1000) m) se les conoce como páramos de rañas o "chanas". Desde el norte de la provincia de Palencia y de León descienden suavemente hacia el centro de la cuenca terciaria, fragmentándose en bandas paralelas. Y donde el páramo de rañas ha desaparecido se forman relieves de lomas, cerros y colinas; los bordes de los valles son abruptos con rellanos y lacerados con cárcavas y barrancos.

## Cuestas

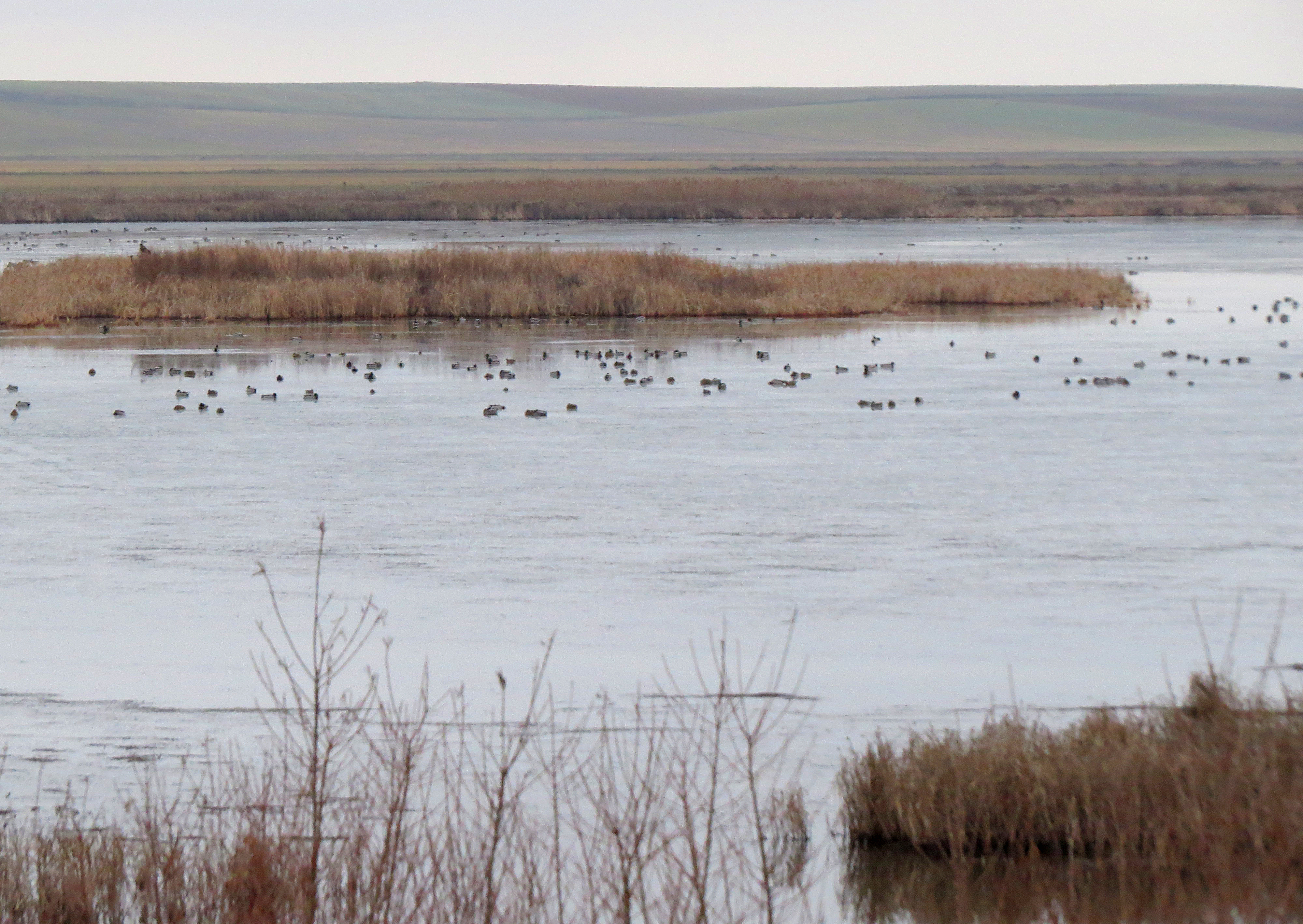
Laguna de la Nava de Fuentes, provincia de Palencia

El dominio constituido por las cuestas está formado por vertientes que arrrancan del escarpe del páramo y que empalman con las zonas más bajas. Las laderas de los páramos están constituidas por materiales plásticos como margas y yesos. Caracterizadas por una fuerte pendiente, su perfil suele descomponerse en tres tramos: 
- Cantil, labrado en caliza
- Talud, de forma más o menos cóncava, labrado en las margas y arcillas subyacentes.
- Glacis, muy tendidos, que enlazan con la terrazas y los fondos de los valles

El modelado fundamental que se presenta en estas vertientes, de una regularización generalizada, es debido a la reducción de pendientes demasiado fuertes, por ablación, y al aumento de las pendientes demasiado débiles, por deposición, denominándose por ello vertientes regularizadas. Estas laderas se caracterizan por un conjunto de detritus o coluviales que las tapizan, quedando unos taludes más o menos suaves que sirven de tránsito hacia las llanuras onduladas. Sin embargo, en ocasiones, la pendiente, por resaltes locales debido a capas más resistentes, puede hacerse más abrupta. A estos puntos se denomina resaltes estructurales.
Sobrepuesta a la regularización generalizada de las vertientes, tiene lugar una incisión lineal que se manifiesta con la aparición de barrancos de incisión lineal, cuyo encajonamiento origina un sistema de pequeñas cárcavas cuando los materiales lo permiten.

## Campiñas

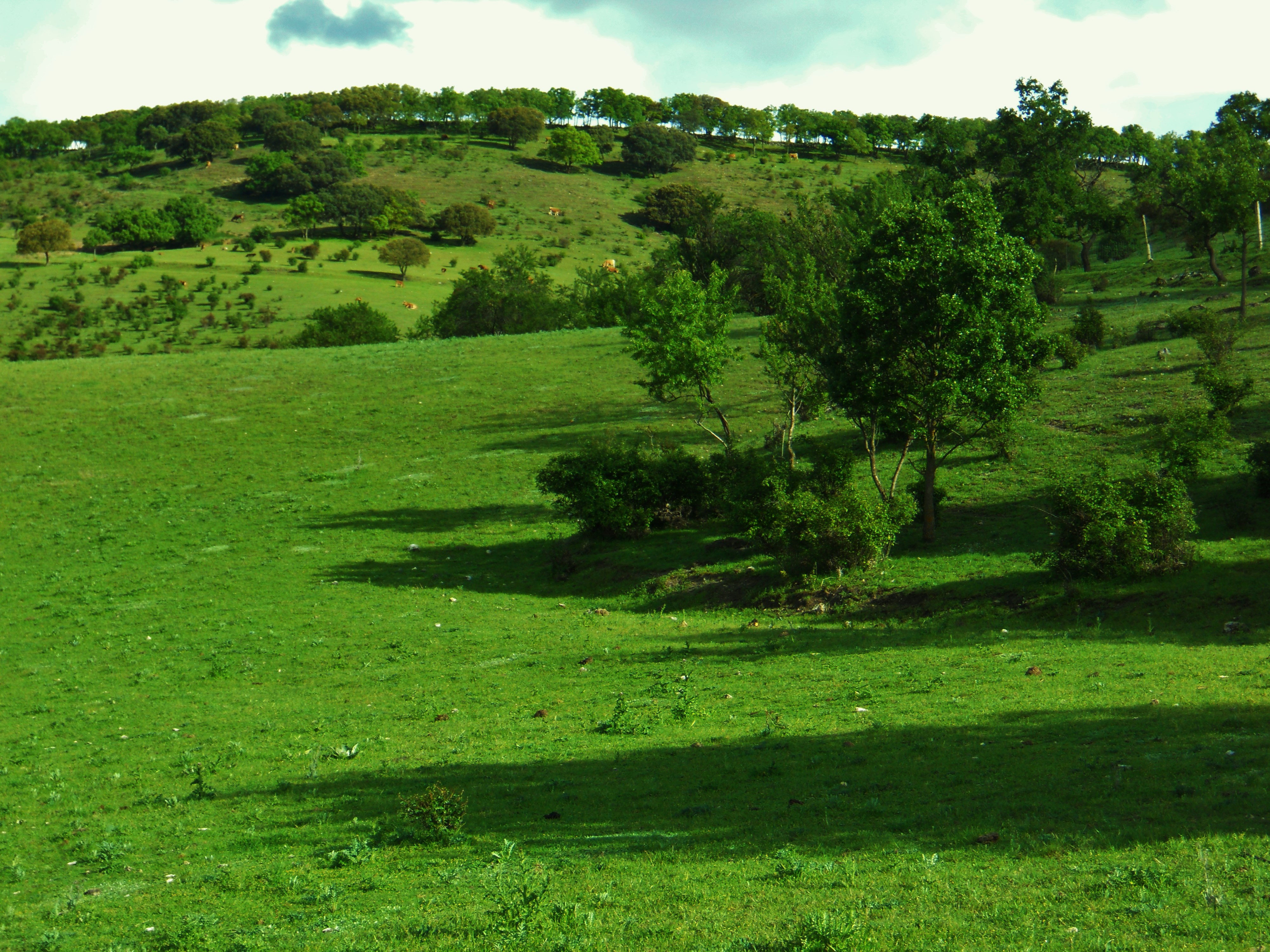
Campiña en Tudela de Duero, provincia de Valladolid

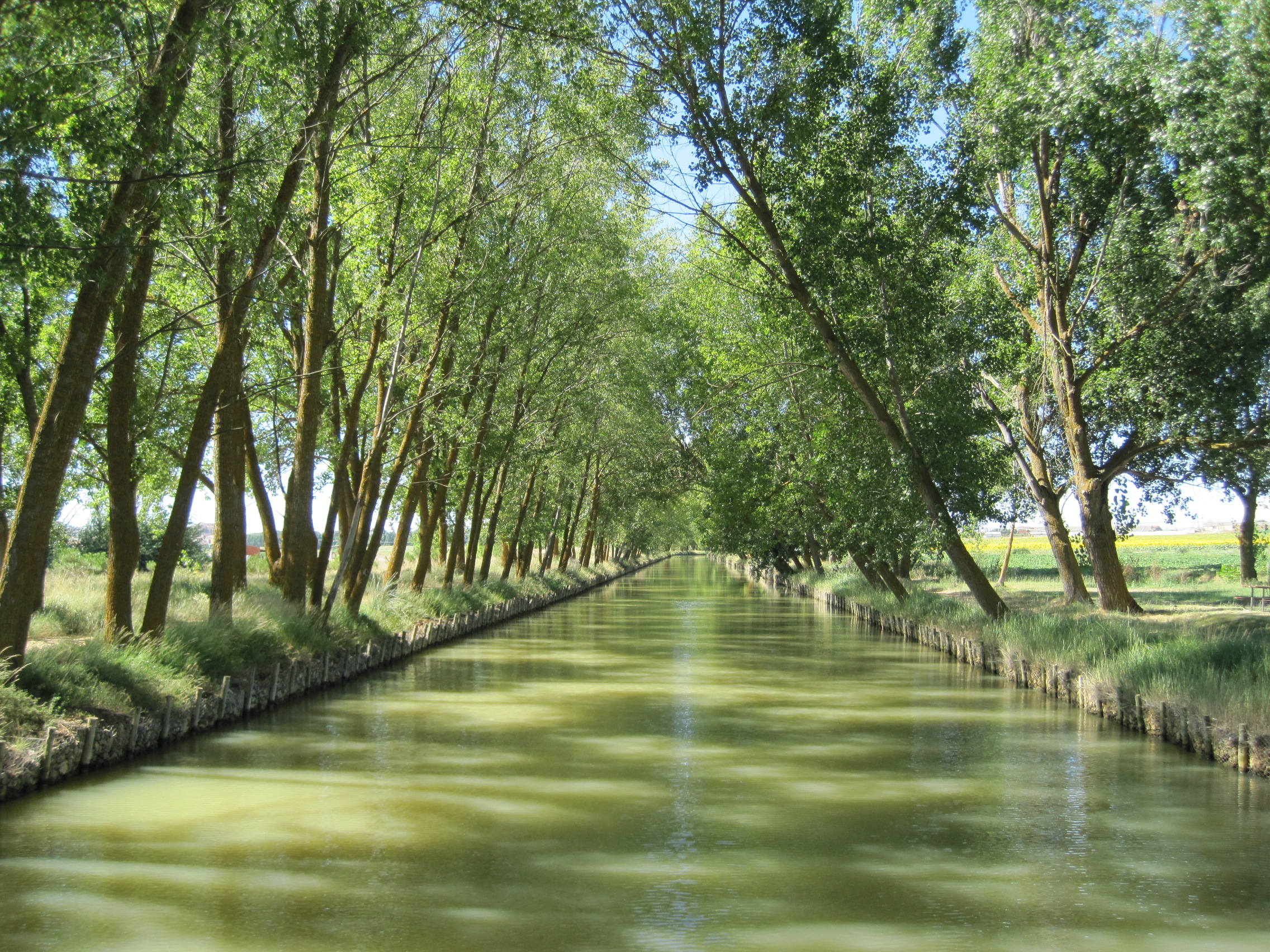
Canal de Castilla en Medina de Rioseco, provincia de Valladolid

Este dominio lo constituyen las partes topográficamente más bajas. Ocupan dos sectores uno al norte, Tierra de Campos, y otro al sur, Tierra de Medina y Tierra de Pinares. Tierra de Campos es una llanura labrada sobre arcillas, las campiñas en el entorno de Medina del Campo están modeladas en arcillas arenosas, y en Tierra de Pinares las arenas se han superpuesto a los sedimentos miocenos presentando, en ocasiones, un modelado en dunas. Este recubrimiento generalizado de arenas ha originado una llanura de carácter más plano que las del norte, que tienen numerosas lomas y vallonadas.
Estas llanuras son el resultado de un desmantelamiento realizado en distintas fases durante el Cuaternario. Los niveles de base de los ríos, en los períodos áridos interglaciares, han servido de cota de referencia para un intenso desmantelamiento lateral, formando arrasamientos, glacis de erosión, que enlazaban con el nivel de los lechos de los ríos. El nivel actula de las campiñas enlaza con la terraza más baja de los grandes ríos. En los bordes de los páramos pueden distinguirse hasta tres niveles distintos de encajamientos con sus respectivos glacis.
Estos encajamientos son los que explican los relieves sobresalientes unos 80 m sobre el nivel de las campiñas, y que se prolongan, al sur del río Duero, desde la provincia de Valladolid hasta la de Zamora. Son plataformas recubiertas con depósitos aluviales de cantos rodados, en las que se distinguen tres niveles, alguno de los cuales alcanza una anchura de unos 20 km. Los afluentes del Duero (Cega, Adaja, Eresma, Zapardiel, Trabancos, Guareña) se han encajado en los depósitos pero sin apenas avanzar en la erosión lateral; son los conocido como relieves aluviales invertidos.

## Las penillanuras

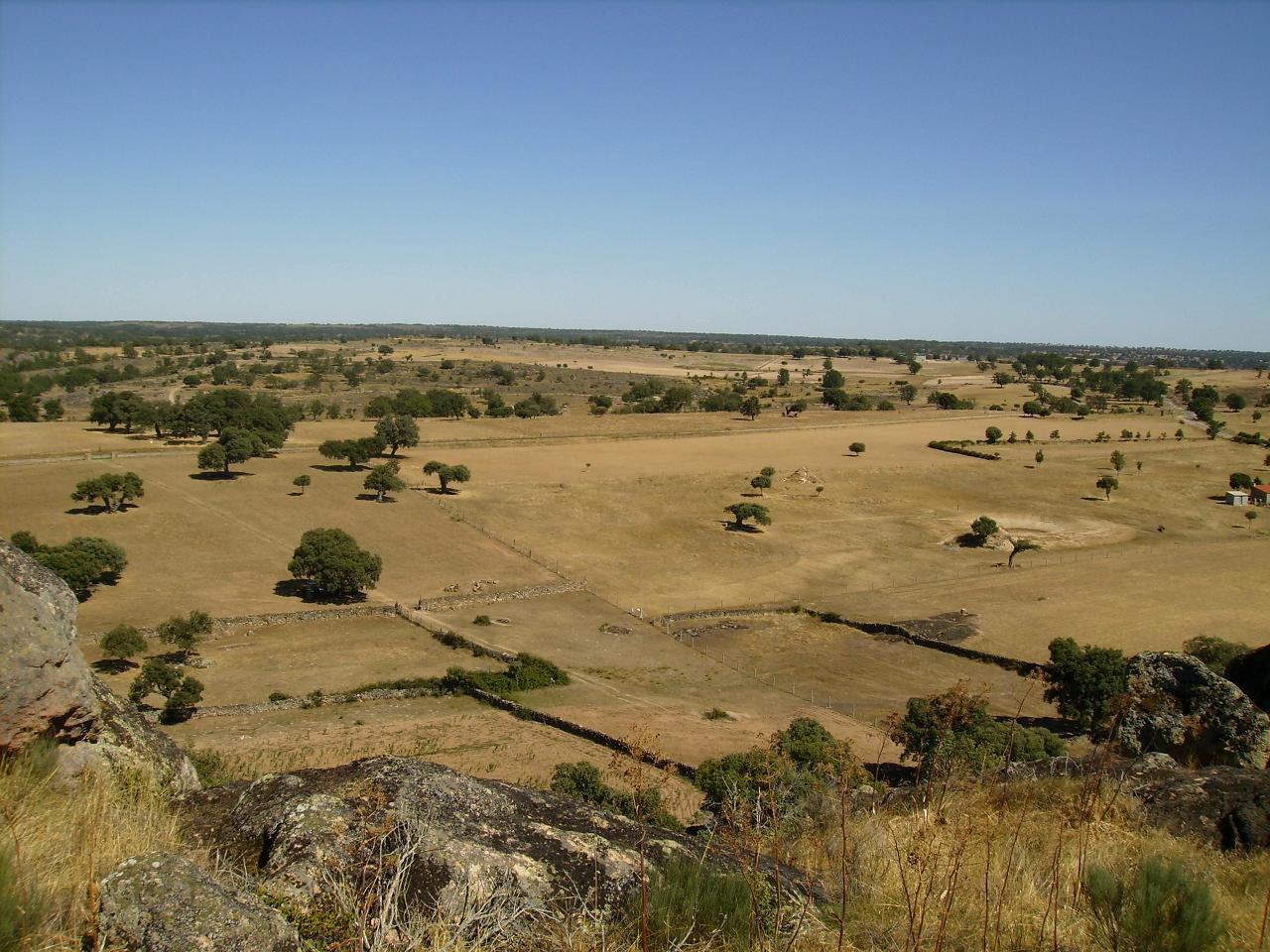
La penillanura salmantina en La Peña

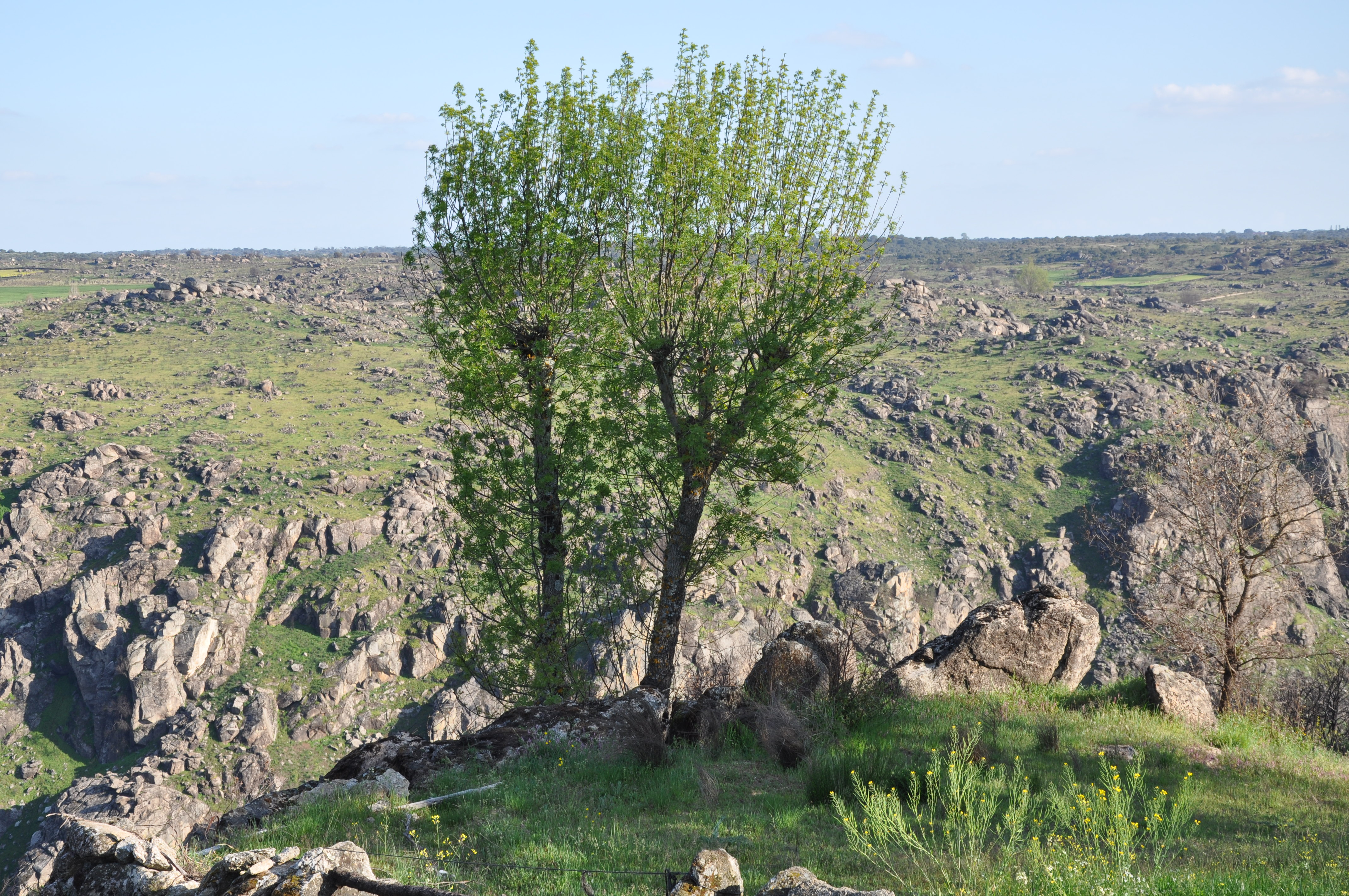
La penillanura zamorana vista desde el planalto mirandés al otro lado de los Arribes del Duero

En el sector occidental de la región aflora el zócalo paleozoico, constituido por rocas rígidas, cristalinas que han sido arrasadas en procesos de erosión de fines de la era primaria y posteriores de la era terciaria. El relieve dominante es una penillanura, llanura imperfecta de erosión labrada sobre los materiales duros, que se desarrolla por todo el oeste, excepto por el sector norte, la sierra de la Culebra, conformada por un relieve de cordales de cuarcitas separados por depresiones formadas en pizarras, que se hunden insensiblemente, hacia el este, bajo los materiales sedimentarios de la ceunca y de los depósitos de rañas. En el conjunto distinguimos dos tipos de penillanura según los materiales predominantes sean rocas granitoides o roquedo metamórfico de pizarras y cuarcitas.

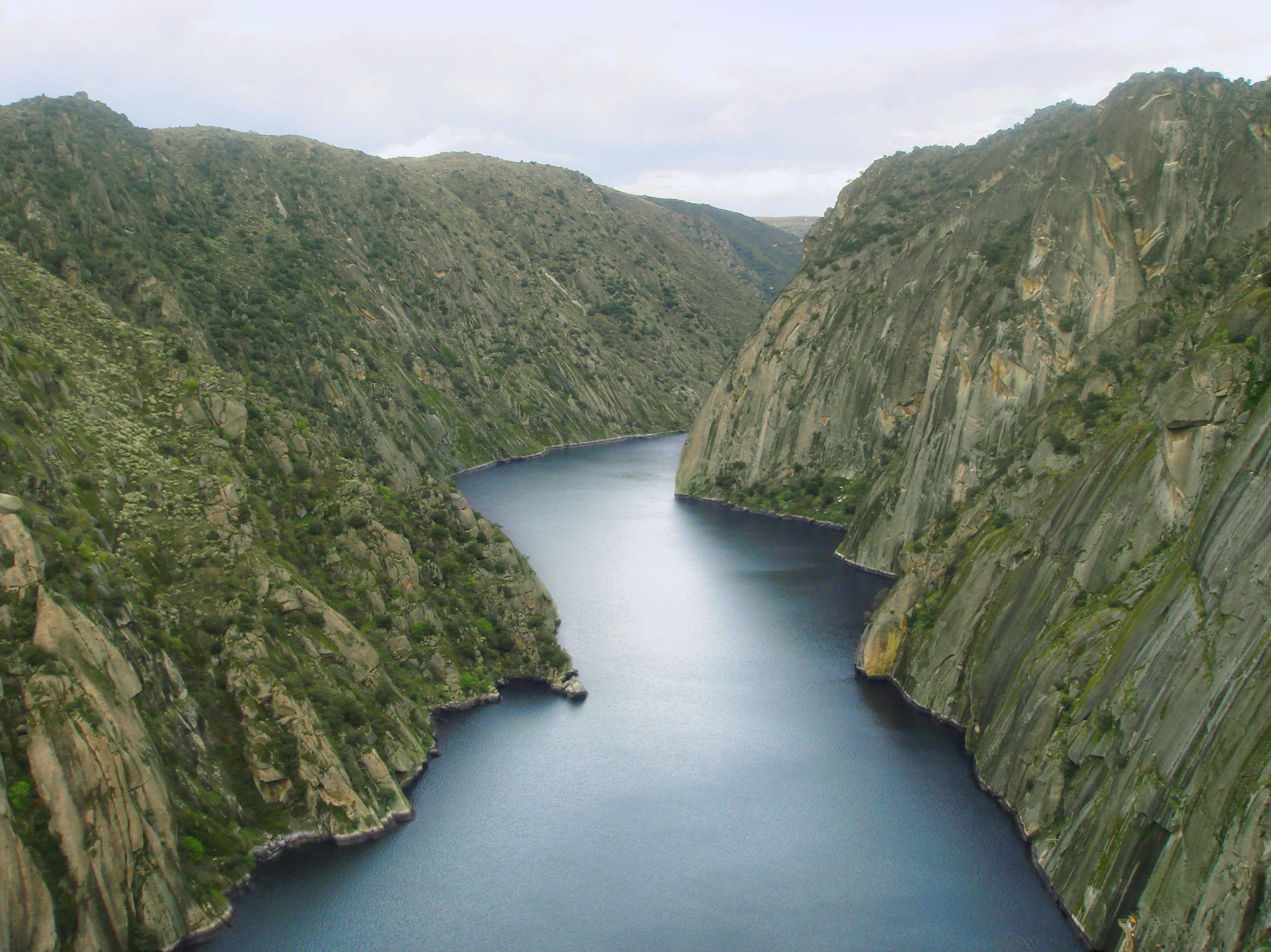
El río Duero a su paso por las Arribes del Duero, vistas desde la presa de Aldeadávila, en la provincia de Salamanca

En Sayago y en los campos de Ledesma y Vitigudino se desarrolla una llanura ondulada y rígida, labrada sobre granitos, con red hidrográfica apenas encajada, y sobre la que destacan en unos 200 m algunos relieves residuales, más resistentes, como los de Cerezal de Peñahorcada o el de Barruecopardo. También, en algunos sectores, la penillanura ha sido recubierta por materiales eocénicos (era terciaria), modelados en forma de cuestas monoclinales que sobresalen sobre el nivel de penillanura unos 30 m. La red del Duero la atraviesa con un modesto encajamiento y en amplios valles. La penillanura se interrumpe en dos sectores los arribes del Duero y la cuenca de Ciudad Rodrigo.
Los arribes se extienden a lo largo de unos 20 km en el valle del Duero en el sector fronterizo. El fuerte desnivel entre la penillanura y la desembocadura en Oporto ha generado un proceso de erosión remontante del Duero y sus afluentes que se ha encajado profundamente, produciendo desniveles de 300-500 m. En los sectores en donde el encajamiento se produce en el granito, los valles son estrechos, de vertientes abruptas; en donde afloran las pizarras los valles son más amplios, con vertientes laceradas por la erosión, formando un paisaje abarrancado conocido como arribes. La reactivación de la erosión se ha extendido hasta la penillanura, en donde los cursos de agua han desmantelado la cobertera de manto de arenas, poniendo en resalto relieves de grandes bloques de bolas de granito, con una penillanura más accidentada y con una altitud algo menor.
Al sur de la ciudad de Salamanca y hasta el contacto con el sistema Central se desarrolla a lo largo de unos 60 km una penillanura a una altitud algo mayor que las referidas anteriormente entre 900-1000 m, labarda sobre cuarcitas y pizarras. Lo dominante son los espacios abiertos ondulados sobre pizarras más deleznables, mientras que las cuarcitas, más resistentes, afloran en relieves residuales que introducen desniveles de más de 200 m; estos relieves se presentan, a veces como cerros aislados (los Montalvos, 942 m) y otras formando alineaciones de varios kilómetros de longitud, como la que culmina en Peña Gudina a 1189 m o la alineación, próxima ya al sistema Central, desarrollada a lo largo de 60 km, que culmina en la sierra de Tamames. La penillanura, al igual que la más central, conserva cobertera de areniscas eocenas y abundantes depósitos de cantos (rañas), que atestiguan que el arrasamiento se ha producido en fases distintas.